# De allergrootste slijmfilm
De allergrootste slijmfilm is een Nederlandse speelfilm uit 2022, geregisseerd door Martijn Smits. Het is de derde film uit De grote slijmfilm-reeks en het vervolg op De nog grotere slijmfilm uit 2021. De film trok meer dan 100.000 bezoekers.

## Rolverdeling
| Acteur          | Personage      |
| --------------- | -------------- |
| Bibi            | Indy           |
| Matheu Hinzen   | Benji          |
| Géza Weisz      | Dominicus Duff |
| Yolanthe Cabau  | Gwen           |
| Zafanya Kersten | Dounia         |
| Denise Aznam    | Puck           |
| Aaron Bezemer   | Rodney Pruim   |
| Quinn Bezemer   | Rodney Pruim   |
| Ferdi Stofmeel  | Joost          |
| Summer de Snoo  | Eva            |
| Faye Bezemer    | Docent         |